# كورت غودل
كورت غودل (بالألمانية: Kurt Gödel)؛ (28 أبريل 1906 - 14 يناير 1978) منطقي ورياضياتي وفيلسوف. ولد في برون في مورافيا في ما كان يعرف باسم نمسا-المجر. بعد تفكُك تلك المملكة أصبح غودل تشيكيا في عمر 12، ثم أصبح نمساوياً في عمر 23 وبدخول هتلر إلى النمسا وضمها إلى ألمانيا أصبح غودل مواطِناً ألمانيا في عمر 32. بعد انتهاء الحرب العالمية الثانية، سافر غودل إلى الولايات المتحدة حيث أصبح مواطِناً أمريكياً وعمرهُ اثنان وأربعون عاماً. من أهم إنجازاته مبرهنات عدم الاكتمال.
نشر غودل مبرهنتيّ عدم الاكتمال عام 1931 عندما كان عمره 25 عامًا، وذلك بعد سنة واحدة من حصوله على شهادة الدكتوراه من جامعة فيينا. تنص مبرهنة عدم الاكتمال الأولى على أنه بالنسبة لأي نظام بديلي متكرر متسق-ذاتيًا وقويًا بما فيه الكفاية ليصف حساب الأعداد الطبيعية (بديهيات بيانو على سبيل المثال)، هناك افتراضات حقيقية حول الطبيعيات لا يمكن إثباتها من البديهيات. ولإثبات هذه المبرهنة، طوَّر غودل تقنيةً تعرف الآن باسم ترقيم غودل، والتي ترمز للتعابير الرسمية بأرقام طبيعية.
أظهر أيضًا أنه لا يمكن دحض بديهية الاختيار أو نظرية الاستمرارية من بديهيات نظرية المجموعات، مفترضًا أن هذه البديهيات غير متسقة. فتحت النتيجة السابقة الباب لعلماء الرياضيات ليفترضوا بديهية الاختيار في براهينهم. قام أيضًا بإسهامات مهمة في نظرية البرهان عن طريق توضيح الروابط بين المنطق الكلاسيكي، المنطق الحدسي، ومنطق الموجهات.

## النشأة وتعليمه

### طفولته
وُلد غودل في 28 إبريل، 1906، في برون، الإمبراطورية النمساوية المجرية (تعرف الآن باسم برنو، جمهورية التشيك) لعائلة ألمانية ولوالده رودولف غودل (1874-1929)، والذي كان يعمل مديرًا لمصنع نسيج، ووالدته ماريين غودل (هانشو قبل الزواج، 1879-1966). خلال حياته، بقي غودل مقربًا من والدته؛ وقد كانت مراسلاتهم متكررة وواسعة النطاق. عند ولادته كانت أغلبية سكان المدينة من متحدثي اللغة الألمانية ومن ضمنهم والداه. كان والده كاثوليكيًا ووالدته بروتستانتية ونشأ الأطفال بروتستانتيين. كان أجداد كورت غودل نشطين في الحياة الثقافية في برون. على سبيل المثال، كان جده جوزيف غودل مغنيًا مشهورًا في ذلك الوقت وعضوًا لبضع سنوات في اتحاد كورال الرجال في برون (برونر ماناغوزانفآين).
أصبح غودل مواطنًا تشيكوسلوفاكيًا بشكل تلقائي بعمر الثانية عشرة عندما انهارت الإمبراطورية النمساوية المجرية، بعد أن هُزمت في الحرب العالمية الأولى. (بحسب زميله في الدراسة كليبتار، مثل العديد ساكني مدينة السوديت الألمانية، »اعتبر غودل نفسه نمساويًا دائمًا ومنفيًا في تشيكوسلوفاكيا«). سُحبت منه الجنسية التشيكوسلوفاكية في فبراير 1929، ثم مُنح الجنسية النمساوية في إبريل. عندما استولت ألمانيا على النمسا عام 1938، أصبح غودل ألمانيًا بشكل تلقائي بعمر الثانية والثلاثين. وبعد الحرب العالمية الثانية (1948)، وبعمر الثانية والأربعين، أصبح مواطنًا أمريكيًا.
في عائلته، كان كورت الشاب معروفًا باسم هير واروم (»السيد لماذا«) بسبب فضوله الذي لا يَشبع. وبحسب شقيقه رودولف، أُصيب كورت بعمر السادسة أو السابعة بحمى الروماتيزم؛ وتعافى بشكل كامل، ولكنه بقي مقتنعًا بأنه كان يعاني من ضرر دائم. بدأ في سن الرابعة، عانى غودل من »نوبات متكررة من الصحة السيئة«، والذي استمر لحياته كلها.
ارتاد غودل إيفانجيليشي فوكشكوله، وهي مدرسة لوثرية منذ عام 1912 وحتى 1916، وكان مُسجلًا في دوتشه ستاتس-ريالجومنازيوم منذ عام 1916 وحتى 1924، وتفوَّق بمراتب الشرف في جميع المواضيع، وفي الرياضيات على وجه الخصوص، واللغات والدين. وبالرغم من أن كورت تفوَّق في اللغات، فإنه أصبح لاحقًا مهتمًا بالتاريخ والرياضيات. ازداد اهتمامه بالرياضيات عندما ترك شقيقه الأكبر رودولف فيينا عام 1920 (مواليد 1902) لكي يذهب لكلية الطب في جامعة فيينا. وخلال سن مراهقته، درس اختزال جابيلسبيرجر، ونظرية الألوان لغوته وانتقادات إسحاق نيوتن، وكتابات إيمانويل كانت.

## حياته
ولد غودل يوم 28 أبريل عام 1906، فيما عرف آنذاك ببرون في النمسا، التي أصبحت الآن برنو بجمهورية التشيك. ووفق جميع الروايات، كان جودل تلميذًا متفوقًا في المدرسة الثانوية وطالبًا لامعًا بجامعة فيينا، حيث تابع دراسته ليحصل على درجة الدكتوراه عام 1929. وقد حصل مباشرة على منصب تدريسي بجامعة فيينا، وهناك أثبت مبرهنة عدم الاكتمال خاصته. ظل جودل في فيينا حتى عام 1940، حين هرب من الفظائع النازية الآخذة في التفاقم لتولي منصب بمعهد الدراسات المتقدمة في برنستون، التي كان قد زارها بالفعل عام 1934. ظل في برنستون حتى وفاته في 14 يناير 1978.

## انتقاده لنظرية التطور
أعرب كيرت غودل ذات مرة عن قلقه بشأن الأسس الرياضية للتطور. في كتابته إلى زميله هاو وانغ ، أشار إلى أن "تكوين جسم الإنسان خلال الزمن الجيولوجي بواسطة قوانين الفيزياء (أو أي قوانين أخرى ذات طبيعة مماثلة) ، بدءًا من التوزيع العشوائي للجسيمات الأولية وحقول القوى ، غير مرجح مثل احتمال انفصال الغلاف الجوي عن طريق الصدفة إلى مكوناته."

### سنواته الأخيرة ووفاته
موته لم يكن موتًا متوقعًا بالنسبة لرجل قيل عنه أنه أكبر خبراء العالم في علم المنطق. فقد كان غودل مصابًا بالوسواس طوال معظم حياته البالغة، وبينما تقدم به العمر، أصبح مقتنعًا بأنه يتعرض للتسميم، لقد كان لدى غودل مخاوف ورهاب من أن يكون طعامه مسمومًا، ولذلك لم يأكل إلاّ من الطّعام الذي أعدّته زوجته. وعندما مرضت زوجته واضطّرّت للبقاء في المستشفى لعدّة أشهر، رفض غودل أن يأكل طيلة هذه المدّة، وتوفّي أخيرًا بسبب نقص الغذاء في العام 1978، إذ كان وزنه لا يزيد عن الـ 30 كيلوغرامًا في حينها.
لم يكن لموت غودل غير المنطقي تمامًا أي تأثير سلبي على سمعته. فعندما أجرت مجلة «تايم» منذ عامين استطلاعًا للرأي لتحديد المفكرين الأقوى تأثيرًا في القرن العشرين، كان غودل واحدًا من علماء الرياضيات ضمن الأسماء العشرين الأوائل، وكان عالم الرياضيات الآخر آلان تورنغ.

## روابط خارجية
- كورت غودل على موقع الموسوعة البريطانية (الإنجليزية)
- كورت غودل على موقع إن إن دي بي (الإنجليزية)